# Лески (Белгородская область)
Лески — село в Прохоровском районе Белгородской области. Входит в состав Беленихинского сельского поселения.

## История
Свои историю село Лески начало еще в XVII веке. По преданиям местных жителей, современное село Лески находится в верховье Сажного Донца, в месте,  где раньше была деревня Кизилова, согласно записям в “писцовой” книге 1546 года. Современное название село получило от ярков, снисходящих в Сажный Донец, со временем заросших лесками. По другой версии, озвученной в историческом очерке “Корни героизма” Н. Фесенко, предполагал, что название пошло после выделения земли за подвиги героям тех времен (XVII век), боярскому сыну Владимиру Касатонову, Панасу Селюку из Перетинской сотки Полтавского полка и Григорию Хмелю, брату Богдана Хмельницкого.
Вот что он писал:
«1647…Чинно и дружно вышли на круг Владимир Касатонов, да Панас Селюк. Дополняя один другого, они заговорили: «…Мы порешили взять наделы и основатые вместе навеки. Просим товарищество выделить нам участки под один плант». Обнялись со словами крест на крест и трижды расцеловались. – Урочище Лески, – Выкрикнул кто-то из толпы. Воевода чинно, едва заметно кивнул седой головой, а войны дружно выразили восторг и согласие. Избы поставили одну против другой, Владимир окнами на запад, а Панас – на восток».
С того времени хутор разрастался, превращаясь сначала в село, а затем в Волостной центр. По данным архивов, до 1794 года Лесковская волость входила в Сажновский стан Белгородского уезда. На 1885 год в селе было 114 дворов и проживало 984 жителя. В Лесках имелась церковь, ветряная мельница, “пожарный сарай”. Основными промыслами были добыча охры и землепашество. Проводились ярмарки, 4 раза в год: Евдокиевская -1 марта, вторая – в третье воскресенье по Пасхе, третья – 24 июля и четвёртая – 1 сентября. Построенная в 1852 году каменная, пятиглавая Покровская церковь, названная в честь Пресвятой Богородицы, являлась духовным центром села. При церкви была создана церковноприходская двухгодичная школа. С приходом большевиков церковь была разрушена, 1936 г.. В последствии, на месте церкви построили начальную школу. 
С 1924 года Лески стали входить в Шаховскую волость Корочанского уезда Курской губерни. 
Во времена Великой отечественной войны, село Лески являлось узлом особого сопротивления противника. Село находилось на возвышенности, что давало возможность контроля  для удержания позиций. Только в 1943 году Лески в числе других сёл Прохоровского района были освобождены от врага. В селе расположена братская могила, где захоронены 397 войнов-дзержинцев. 
К 1960-м годам село постепенно восстанавливается, строятся и возобновляют работу школа, клуб, в 1964 году появляется электричество. 

## География
Находится в северной части Белгородской области, в лесостепной зоне, в пределах юго-западного склона Среднерусской возвышенности, на левом берегу реки Сажновский Донец, к востоку от автодороги 14Н-588, на расстоянии примерно 12 километров (по прямой) к юго-западу от Прохоровки, административного центра района. Абсолютная высота — 227 метров над уровнем моря.

### Климат
Климат характеризуется как умеренно континентальный, с относительно мягкой зимой и тёплым продолжительным летом. Среднегодовая температура воздуха — 5,4 °C. Средняя температура воздуха самого холодного месяца (января) — −9,2 °C; самого тёплого месяца (июля) — 16,4 — 24,3 °C. Безморозный период длится в среднем 155—160 дней. Годовое количество атмосферных осадков — 527—595 мм, из которых большая часть выпадает в тёплый период.

### Часовой пояс
Село Лески как и вся Белгородская область, находится в часовой зоне МСК (московское время). Смещение применяемого времени относительно UTC составляет +3:00.

## Население
| 2002 | 2010 |
| ---- | ---- |
| 190  | ↘164 |

### Половой состав
По данным Всероссийской переписи населения 2010 года в гендерной структуре населения мужчины составляли 54,3 %, женщины — соответственно 45,7 %.

### Национальный состав
Согласно результатам переписи 2002 года, в национальной структуре населения русские составляли 62 %.